# Arthur Ripley
Arthur DeWitt Ripley (12 de enero de 1897 - 13 de febrero de 1961) fue un guionista, editor, productor y director de cine estadounidense.

## Biografía
En 1923, se unió al estudio de Mack Sennett como escritor de comedia. En la década de 1920, trabajó estrechamente con Frank Capra produciendo guiones para numerosas películas. Después de romper con Capra y el estudio de Sennett, Ripley volvió a ser escritor de gags, guionista y director ocasional, haciendo cortometrajes con comediantes como W. C. Fields y Edgar Kennedy. Sus trabajos como director en la década de 1940, Voice in the Wind (1944) y The Chase (1946), fueron éxitos de crítica, pero ninguna de las dos películas fue éxito de taquilla.
Ripley entró en el mundo académico, ayudando a crear el Centro de Cine en la Universidad de California en Los Ángeles (UCLA), mientras que también trabaja ocasionalmente en la televisión. Ripley volvió a dirigir una vez más, a petición de Robert Mitchum, para Thunder Road (1958) antes de regresar a la UCLA donde siguió trabajando hasta su muerte en 1961.

## Filmografía seleccionada
- Alias Jimmy Valentine (1920) protagonizada por Bert Lytell
- Life's Darn Funny (1921)
- A Lady of Quality (1924)
- Hooked at the Altar (1926) corto
- Heart Trouble (1928)
- Barnum Was Right (1929)
- Captain of the Guard (1930)
- Crimes Square (1931) corto
- A Wrestler's Bride (1933) corto
- The Pharmacist (1933) corto con W. C. Fields
- The Barber Shop (1933) corto con W. C. Fields
- Counsel on De Fence (1934) corto
- In the Dog House (1934) corto
- Shivers (1934) corto
- South Seasickness (1935) corto
- The Leather Necker (1935) corto
- Edgar Hamlet (1935) corto
- In Love at 40 (1935) corto
- Happy Tho' Married (1935) corto
- Gasoloons (1936) corto
- Will Power (1936) corto
- How to Behave (1936) corto
- How to Train a Dog (1936) corto
- I Met My Love Again (1938)
- Scrappily Married (1940) corto
- Twincuplets (1940) corto
- The Last Command (1942)
- Voice in the Wind (1944)
- The Chase (1946)
- Thunder Road (1958)